# Bahram VI
Bahram Chobin (in persiano بهرام چوبین‎) o Wahrām Chōbēn (medio persiano 𐭥𐭫𐭧𐭫𐭠𐭭), anche noto con il suo epiteto Mehrbandak ("servo di Mithra") (... – Fergana, 591) è stato un militare e nobile sasanide, celebre Eran spahbod (comandante dell'esercito) sotto Cosroe II e poi divenuto sovrano dell'impero sasanide dal 590 al 591 con il nome di Bahram VI.
Membro del casato di Mihran, una delle sette grandi famiglie partiche, la sua prima grande vittoria militare avvenne a Herat nel 589. In seguito, egli prevalse su un imponente esercito göktürk nella prima guerra persiano-turca; secondo le fonti, i guerrieri turchi erano cinque volte superiori in numero rispetto alla controparte ma, facendo leva sulla disciplina e sulla maggiore abilità nel combattimento dei suoi catafratti persiani, Bahram sconfisse i suoi avversari, uccidendo lo yabgu dei Göktürk. Dopo aver subito una sconfitta minore in battaglia contro l'impero romano d'Oriente ed essere stato umiliato dallo scià di Persia Ormisda IV che gli tolse il comando delle truppe, egli si ribellò con l'appoggio del principale esercito persiano (spah) all'imperatore e si diresse con il suo esercito verso Ctesifonte. Lo scià Cosroe II, subentrato nel frattempo a Ormisda e incapace di combattere un nemico così forte, fuggì in territorio romano e Bahram salì al trono per circa un anno, dal 590 al 591.
Bindoy, lo zio di Cosroe, che aveva seguito in esilio, fu spedito con un esercito di 70.000 bizantini inviati dall'imperatore Maurizio in Armenia per deporre Bahram e restaurare sul trono persiano Cosroe. Bahram fu sconfitto nelle pianure e perse Ctesifonte. Si ritirò in Azerbaigian, ma fu di nuovo sconfitto e allora fuggì in territorio turco in Asia Centrale dove ricevette asilo politico, ma venne assassinato un anno dopo.
Bahram è il protagonista di molte opere della letteratura persiana, per esempio nel volume VIII dello Shāh-Nāmeh, opera di Firdusi risalente all'XI secolo. Le sezioni sulla sorella di Bahram Chobin sono di particolare interesse.
Dopo il collasso dell'impero sasanide e la conquista islamica della Persia, la dinastia samanide, una delle prime dinastie persiane indipendenti, si considerò discendente di Bahram Chobin.

## Nome
Il nome teoforico "Bahram" (بهرام یکم) è la versione in moderno persiano tratta dal pahlavi Warahrān (riportato anche come Wahrām), che deriva dall'antico iranico Vṛθragna. La versione equivalente in avestico era Verethragna, il nome dell'antico dio iranico della vittoria, mentre quella partica era *Warθagn. Il cognome di Bahram, Chobin ("Lancia di legno", "A forma di giavellotto"), era un soprannome datogli a causa del suo aspetto alto e snello. Il suo aspetto viene descritto anche dal poeta persiano Firdusi, che nel suo Shāh-Nāmeh ("Il libro dei re") lo dipinge come un guerriero imponente e dalla carnagione scura con capelli neri ricci. Bahram Chobin è attestato inoltre in georgiano come Baram Č‛ubin[i], mentre in latino il suo primo nome è riportato nella forma Vararanes. In greco si presenta infine nella versione Baram (Βαράμ; Teofilatto Simocatta) e Baramos (Βάραμος; Giovanni Zonara).

## Biografia

### Origini
Bahram era un membro del casato di Mehrān, uno dei sette grandi casati partici. La famiglia era di origine partica, nello specifico di Rey, a sud di Teheran, la capitale dell'attuale Iran. Il padre di Bahram era Bahram Gushnasp, un ufficiale militare che si era distinto nella guerra romano-persiana del 572-591 e che aveva compiuto una campagna in Yemen durante il regno di Cosroe I (r. 531-579). Suo nonno Golon Mihran aveva servito come marzban (generale di una provincia di frontiera, una sorta di margravio) dell'Armenia dal 572 a 574. Bahram Chobin aveva tre fratelli che si chiamavano Gordiya, Gorduya e Mardansina.

### Ascesa

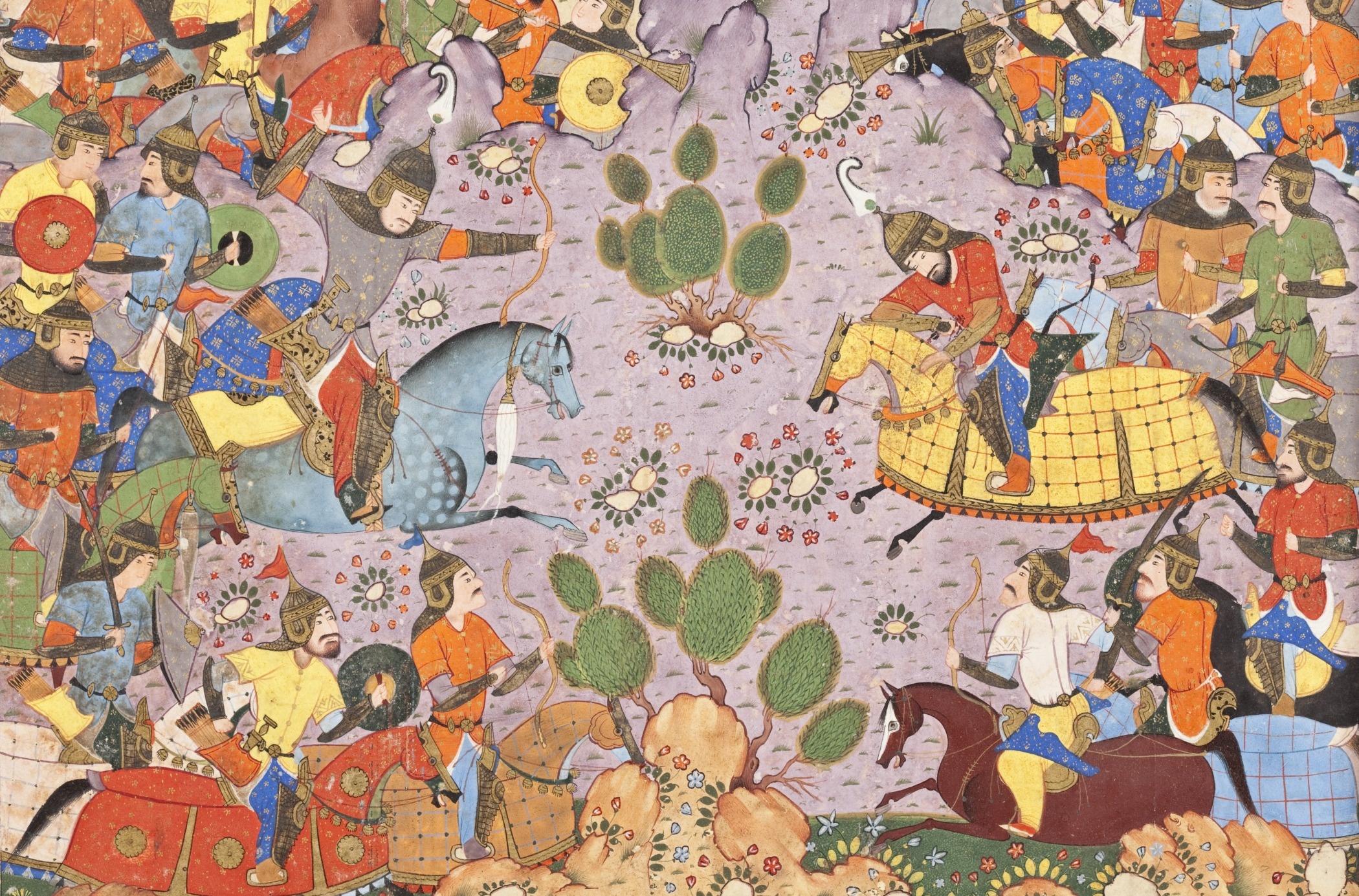
Bahram Chobin combatte il khagan turco Bagha Qaghan

Bahram Chobin iniziò la sua carriera amministrativa in veste di marzban di Rey, ma nel 572 comandò una forza di cavalleria e prese parte all'assedio e alla cattura dell'importante roccaforte bizantina di Dara; in seguito venne promosso capo dell'esercito (spahbed) del "Nord" (Adurbadagan e Grande Media). Dopo essere stato promosso, combatté la lunga e indecisa guerra del 572–591 contro l'impero bizantino nella Mesopotamia settentrionale. Nel 588, il khagan turco Bagha Qaghan (noto come Sabeh/Saba nelle fonti persiane), insieme ai suoi sudditi Eftaliti, invade i territori sasanidi a sud del fiume Oxus scatenando la prima guerra persiano-turca; gli aggressori misero in rotta i soldati sasanidi di stanza a Balkh, procedendo poi alla conquista delle città di Talaqan, di Badghis e di Herat.
Durante un consiglio di guerra, Bahram fu scelto per guidare un esercito contro di loro e ricevette il governo del Khorasan per gestire meglio le operazioni. L'esercito di Bahram vantava presumibilmente 12.000 cavalieri esperti e ben addestrati. Il suo esercito tese un'imboscata a un grande esercito di combattenti turchi ed eftaliti nell'aprile 588 in Ircania, e di nuovo nel 589, riconquistando Balkh, dove Bahram conquistò il tesoro turco e il trono d'oro del khagan. Scelse quindi di attraversare l'Oxus e ottenne così una vittoria decisiva sulle truppe turche, uccidendo personalmente Bagha Qaghan dopo aver scagliato una freccia. Riuscì a raggiungere Baykand, vicino a Bukhara, e anche a contenere un attacco del figlio del defunto Khagan, Birmudha, che Bahram aveva catturato e mandato nella capitale sasanide di Ctesifonte. Birmudha fu ben accolto lì dal sovrano sasanide (scià) Ormisda IV, che quaranta giorni dopo lo rimandò da Bahram con l'ordine di scacciare il principe turco in Transoxiana. I sasanidi riuscirono così a ripristinare la sovranità sulle città della Sogdiana di Chach e Samarcanda, dove Ormisda disponeva di proprie zecche.

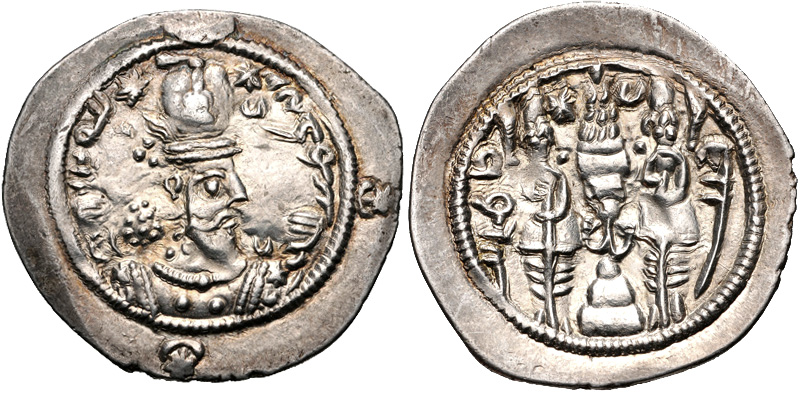
Dracma del re sasanide (scià) Ormisda IV (r. 579-590)

Dopo la grande vittoria di Bahram contro i nemici turchi, fu inviato nel Caucaso per respingere un'invasione di nomadi, forse i Cazari, riuscendo anche in questo caso a prevalere. In seguito venne nominato comandante delle forze sasanide contro i Bizantini ancora una volta e sconfisse con successo un'armata ostile situata in Georgia. Tuttavia, in seguito subì una sconfitta dalla portata minore per mano dei romei sulle rive del Aras. Ormisda, che era geloso della reputazione che Bahram si stava guadagnando, sfruttò questa sconfitta come pretesto per rimuoverlo dal suo incarico e umiliarlo pubblicamente.
Secondo una fonte medievale, Bahram si attirò anche le gelosie di alcuni nobili sasanidi dopo la sua vittoria contro i turchi. Fu questo il caso del ministro di Ormisda Azen Gushnasp, che lo accusò di aver trattenuto per sé la fetta migliore del bottino e di aver inviato solo una piccola parte al sovrano sasanide. Secondo altri scritti, furono Birmudha o i cortigiani a fare presente la questione a Ormisda e a insinuargli il seme del dubbio. A prescindere dagli antefatti in esame, è certo che Ormisda non poté tollerare la crescente fama di Bahram, ragion per cui si convinse a screditarlo e a esautorarlo dal suo incarico per aver presumibilmente tenuto per sé parte del bottino. Inoltre, il sovrano sasanide gli mandò una catena e un fuso per dimostrare che lo considerava un umile schiavo «ingrato al pari di una donna». Infuriato per quanto accaduto, Bahram, che si trovava ancora a oriente quando venne a conoscenza della sua destituzione, si ribellò apertamente a Ormisda. La ricostruzione secondo cui l'insurrezione di Bahram ebbe luogo dopo la sua disfatta contro i bizantini fu avanzata con convinzione da Nöldeke nel 1879. Tuttavia, una fonte scoperta un decennio più tardi da quando Nöldeke si era pronunciato confermò che la rivolta di Bahram ebbe luogo mentre era ancora a oriente dell'impero.

### Ribellione

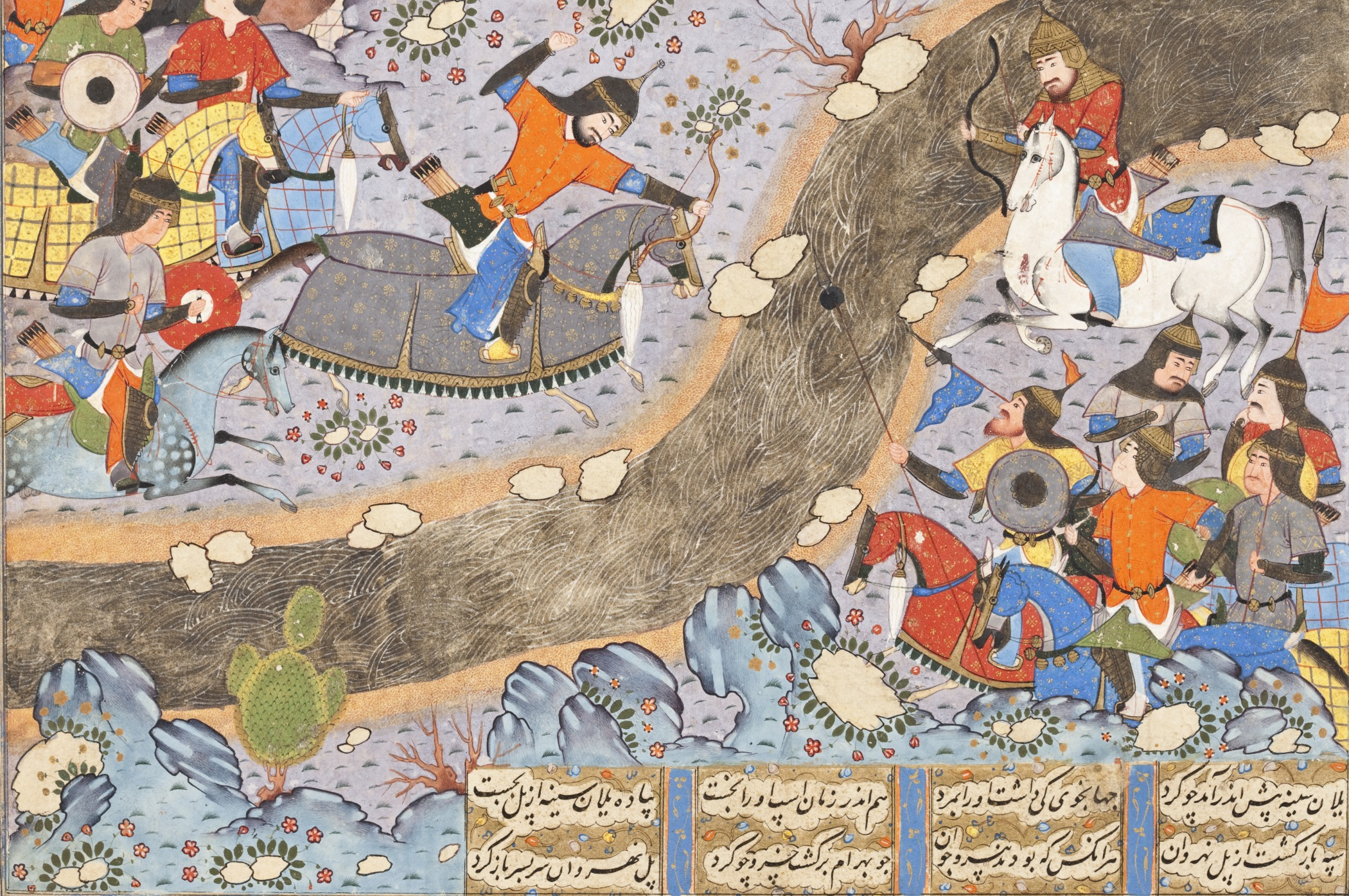
Bahram Chobin combatte i lealisti sasanidi vicino a Ctesifonte

Grazie al suo rango elitario e alle sue grandi capacità belliche, i soldati del generale Bahram e molti altri si unirono alla ribellione che aveva scatenato, inaugurando così la guerra civile sasanide del 589-591. Bahram nominò quindi un nuovo governatore per il Khorasan, raggiungendo in seguito Ctesifonte. La legittimità della dinastia dei Sasanidi nasceva dalla concezione che il diritto a regnare (xwarrah) spettasse al primo scià sasanide Ardashir I (r. 224-242), fautore della conquista dell'impero partico e della destituzione degli Arsacidi, e ai suoi discendenti. Questa secolare convinzione, tuttavia, fu messa in dubbio da Bahram, con il risultato che si trattò nella prima volta nella storia sasanide che un discendente dei Parti sfidasse la legittimità della famiglia sasanide ribellandosi.
Egli iniziò a diffondere delle voci basate su un estratto del libro sacro zoroastriano Bundahishn il quale lasciava intendere che, entro la fine del millennio di Zoroastro, «dalle frontiere del Kavulistan verrà un uomo, il quale porterà la gloria, anch'egli della famiglia reale, che chiameranno Kay Bahram; e tutti gli uomini torneranno con lui, ed egli regnerà persino sull'India, su Roma e sul Turkistan, su tutte le frontiere». In effetti, i sasanidi avevano erroneamente associato l'epoca di Zoroastro a quella dei Seleucidi (312 a.C.), circostanza che collocava Bahram nella sequenza temporale giusta per ritenersi quasi alla fine del millennio di Zoroastro; egli fu quindi salutato da molti come il Kay promesso salvatore Bahram Varjavand. Un verso dello Shāh-Nāmeh sembra indicare che Bahram si proclamò una personificazione del fuoco del dio del sole Mitra e che giurò di voler ripristinare la religione e le tradizioni dei suoi antenati, gli Arsacidi.
Ormisda spedì alcuni soldati guidati da Sarame il Vecchio per arginare i tumulti causati da Bahram. Tuttavia, fu battuto da quest'ultimo, che lo fece calpestare a morte da un elefante. Il percorso intrapreso da Bahram passò presumibilmente per il confine settentrionale dell'altopiano iranico, dove nel 590 aveva respinto un attacco finanziato dai bizantini e compiuto dagli iberici e da altri popoli ad Adurbadagan (al confine tra l'Azerbaigian e l'Iran), subendo una lieve battuta d'arresto per mano di un contingente romeo impiegato in Transcaucasia. Più tardi marciò verso sud, in Media, dove i monarchi sasanidi, incluso Ormisda, risiedevano normalmente durante l'estate. Il sovrano partì alla volta del Grande Zab, speranzoso di troncare le comunicazioni tra Ctesifonte e i soldati persiani al confine bizantino. In quel periodo, i soldati di stanza presso le porte di Nisibis, il principale presidio della Mesopotamia settentrionale, rinnegarono Ormisda e giurarono fedeltà a Bahram quando raggiunse la città.
L'influenza e la popolarità di Bahram continuarono a crescere: le forze lealiste sasanidi inviate a nord contro gli insorti a Nisibis furono tempestate dalla propaganda ribelle. Alla fine, sedotti dalle suadenti parole della controparte, anche le forze lealiste cambiarono schieramento e uccisero il loro comandante Cubriadane, rendendo estremamente vacillante la posizione di Ormisda. Il sovrano spedì quindi un inviato con la speranza di placare Bahram, cominciando al contempo ad allestire i preparativi necessari per portare via il tesoro reale, distruggere il ponte sul Tigri e crearsi una via di fuga affinché potesse raggiungere Al-Hira, la capitale dei Lakhmidi. Un nuovo contingente sasanide giunse sotto il generale Farrukhan al fine di incontrare Bahram. Poco prima della partenza dell'esercito, Ormisda aveva approvato una richiesta che gli aveva proposto Farrukhan. Questi aveva chiesto al re il rilascio di un prigioniero aristocratico di nome Zadspram, che considerava una figura importante nella sua lotta contro Bahram. Gli schieramenti guidati da Farrukhan e Bahram si affrontarono nei pressi del Grande Zab, malgrado nessuno dei due attaccò per timore di non riuscire ad attraversare il fiume. Farrukhan forse sperava che le truppe di Bahram avrebbero abbandonato quest'ultimo; al contrario, fu lui a venire tradito dall'aristocratico Zadspram e poi da alcuni dei suoi ufficiali, che infine lo uccisero.
Constatata la situazione sempre più problematica, Ormisda cercò di venire a patti con i suoi cognati Vistahm e Vinduyih, «che odiavano il sovrano allo stesso modo». Il monarca dovette in breve tempo scegliere se imprigionare o meno Vinduyih, cosa che fece, mentre Vistahm riuscì a fuggire dalla corte. Dopo qualche giorno, a Ctesifonte si verificò un colpo di Stato a palazzo sotto i due fratelli, il quale terminò con l'accecamento di Ormisda e l'ascesa del figlio maggiore di quest'ultimo Cosroe II (che era loro nipote per parte di madre). I due fratelli in breve tempo fecero uccidere Ormisda. Ciò non fermò Bahram, il quale continuò la sua marcia verso Ctesifonte, stavolta spinto dal pretesto di vendicare il sovrano assassinato.
Cosroe, intimorito e indeciso su quale atteggiamento assumere, scelse di scrivere un messaggio a Bahram che potesse evitare la prosecuzione di ulteriori lotte, rimarcando la sua legittima pretesa alla regalità sasanide: «Cosroe, re dei re, sovrano del governo, signore dei popoli, principe della pace, salvezza degli uomini, tra gli dèi l'uomo buono ed eternamente vivente, tra gli uomini il dio più stimato, il più illustre, il vincitore, colui che sorge col sole e che presta la vista alla notte, colui che è famoso per i suoi antenati, il re che odia, il benefattore che ingaggiò i sasanidi e salvò ai persiani la loro regalità [...] a Bahram, il generale dei persiani, nostro amico [...] Abbiamo inoltre assunto il trono in modo legittimo e non abbiamo sconvolto le usanze persiane. [...] Siamo così convinti della nostra decisione di non rinunciare al diadema [ovvero alla corona] che potremmo persino progettare di governare altri mondi, se ciò fosse possibile. [...] Se vuoi il meglio per te, pensa bene a cosa fare».
Bahram, tuttavia, ignorò l'avvertimento e, qualche giorni dopo, raggiunse il canale di Nahrawan, vicino a Ctesifonte, dove combatté gli uomini di Cosroe, che erano in forte inferiorità numerica; tuttavia, essi riuscirono a impegnare Bahram in diversi scontri. Alla fine, gli uomini di Cosroe iniziarono a constatare un calo del morale e la sconfitta contro Bahram si profilò inevitabilmente all'orizzonte. Il sovrano, insieme ai suoi due zii, alle sue mogli e a un seguito di 30 nobili, fuggì in tutta fretta in territorio bizantino, mentre Ctesifonte aprì le porte a Bahram. Il generale si dichiarò re di re nell'estate del 590, ribadendo il concetto secondo cui il primo re sasanide Ardashir I aveva usurpato il trono arsacide, ragion per cui era necessario sanare il torto.

### Regno

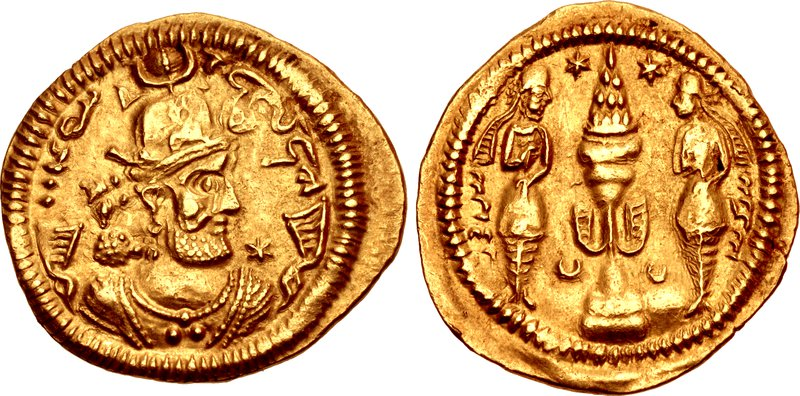
Dinaro d'oro di Bahram Chobin emesso a Susa

Convinto sostenitore della previsione apocalittica zoroastriana che avrebbe avuto luogo entro la fine del millennio, Bahram cercò di proporsi come un salvatore e iniziò a coniare delle monete con una propria effigie dove, sulla parte anteriore, ripropone lo stile di raffigurazione dei precedenti sovrani. Si presenta infatti a testa alta, con la barba e con indosso una corona con dei merli e due mezzelune, mentre la parte posteriore ritrae il tradizionale altare del fuoco sorvegliato da due sentinelle. A prescindere dall'aura che cercò di crearsi attorno alla sua persona, molti aristocratici e sacerdoti continuarono a scegliere di schierarsi con l'inesperto e meno influente Cosroe II.
Nella speranza di attirare l'attenzione dell'imperatore bizantino Maurizio (r. 582-602), Cosroe II si recò in Siria e riferì alla città di Martiropoli occupata dai sasanidi di non continuare a combattere i romei, malgrado il suo appello rimase inevaso. Pertanto, provò a rivolgersi direttamente a Maurizio e a pregare il suo aiuto per riconquistare il trono sasanide, richiesta che trovò l'imperatore bizantino d'accordo; in cambio, Costantinopoli avrebbe riottenuto la sovranità sulle città di Amida, Carre, Dara e Martiropoli. Inoltre, l'odierno Iran avrebbe dovuto smettere di intervenire negli affari politici dell'Iberia e dell'Armenia, cedendo di fatto il controllo della Lazica a Maurizio.

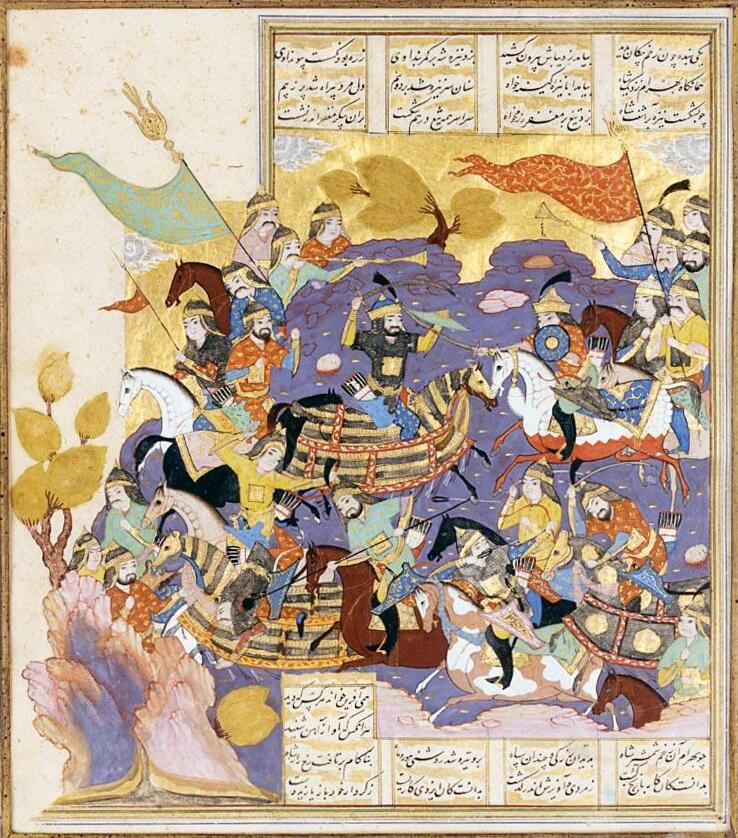
Illustrazione di una lotta in corso tra le forze di Bahram Chobin e quelle di Cosroe II

Non avendo altra scelta, Cosroe accettò le vessatorie condizioni chieste dagli occidentali e, nel 591, si trasferì a Costantina e si preparò a invadere i territori di Bahram in Mesopotamia; al contempo Vistahm e Vinduyih stavano radunando un esercito in Adurbadagan sotto la guida del comandante bizantino Giovanni Mystacon, intento a sua volta ad allestire i preparativi necessari in Armenia. Dopo qualche tempo, Cosroe, insieme al comandante bizantino del sud, Comenziolo, invase la Mesopotamia. Durante quest'avanzata, Nisibi e Martiropoli presero presto le loro parti, con il comandante di Bahram Zatsparham che fu sconfitto e ucciso. Uno degli altri comandanti di Bahram, Brizacio, fu catturato a Mosul e gli furono mozzati naso e orecchie, dopodiché fu mandato al cospetto di Cosroe, il quale lo uccise. Cosroe II e il generale bizantino Narsete penetrarono quindi più in profondità nel territorio di Bahram, conquistando Dara e poi Mardin a febbraio, dove Cosroe venne proclamato una seconda volta re. Poco dopo, Cosroe inviò uno dei suoi sostenitori attivi in Iran, Mahbodh, a espugnare Ctesifonte, cosa che riuscì a realizzare.

Mappa della frontiera romano-sasanide durante la tarda antichità, incluso il confine del 591 che fu stabilito tra i due imperi dopo la vittoria di Cosroe II su Bahram

Allo stesso tempo, una forza composta da 8.000 persiani sotto Vistahm e Vinduyih e 12.000 armeni sotto Mushegh II Mamicone invasero l'Adurbadagan. Ormai in una posizione di svantaggio, Bahram cercò di arrestare l'avversario scrivendo una lettera a Mushegh II, la quale diceva: «Quanto a voi armeni che dimostrate un'inusuale lealtà, la casa di Sasan non ha forse devastato la vostra terra e la vostra sovranità? Perché altrimenti i vostri padri si sarebbero ribellati e sarebbero venuti meno ai propri doveri se non per salvaguardare la vostra terra?». Nella missiva, il sovrano sasanide prometteva agli armeni che avrebbero assunto un ruolo di spessore nel nuovo impero persiano governato da una famiglia dinastica dei Parti se avesse accettato la sua proposta di tradire Cosroe II. Mushegh, tuttavia, decise di declinare l'offerta.

### Fuga e morte
Bahram fu infine sconfitto nella battaglia di Blarathon, evento che lo costrinse a fuggire con 4.000 uomini verso est. Egli marciò verso Nishapur, dove sconfisse un'armata che lo inseguiva e un'altra guidata da un nobile karenide nel Qumis (pressi di Elburz). Costantemente aggredito da truppe nemiche, egli riuscì a giungere a seguito di una faticosa marcia a Fergana. Lì fu ricevuto con ogni onore dal khagan dei Turchi, il quale molto probabilmente era Birmudha, lo stesso principe che Bahram aveva sconfitto e catturato alcuni anni prima durante le sue campagne belliche. Bahram entrò in servizio e fu nominato comandante dell'esercito, conseguendo in quella veste ulteriori successi militari. Bahram divenne una figura molto popolare dopo aver salvato il khagan da una cospirazione ordita dal fratello di quest'ultimo Byghu (presumibilmente una traduzione errata di yabgu). Nel frattempo, Cosroe II continuò a dirsi non sentire al sicuro fino a quando Bahram fosse stato vivo e riuscì a farlo assassinare. Secondo quanto riferito dalle fonti, egli comprò i sicari elargendo regali e tangenti anche ai membri della famiglia reale turca, in particolare la regina. I sostenitori di Bahram sopravvissuti tornarono nell'Iran settentrionale e si unirono alla ribellione scatenata da Vistahm (590/591–596 o 594/595–600).

## Discendenza
Dopo la morte di Bahram, sua sorella Gordiya si recò nel Khorasan, dove sposò Vistahm, che in quel periodo si ribellò anche a Cosroe II. Bahram ebbe tre figli, ovvero Sapore, Mihran Bahram-i Chobin e Noshrad. Sapore continuò a opporsi all'autorità sasanide e, in seguito, aderì all'insurrezione di Vistahm; una volta sedata la ribellione, Sapore fu giustiziato. Mihran è menzionato nel 633 tra i generali delle forze sasanidi che combatterono contro gli arabi nella battaglia di 'Ayn al-Tamr durante l'invasione araba dell'Iran. Suo figlio Seose governò Rey e uccise il figlio di Vinduyih Farrukh Ormisda come punizione per il ruolo della famiglia nella caduta e nella morte di Bahram. L'ultimo figlio di Bahram, Noshrad, divenne il capostipite dei Samanidi, una famiglia che impose la propria autorità nelle regioni orientali dell'Iran della Transoxiana e del Khorasan durante la fase tarda dell'Alto Medioevo; l'impero samanide rivendicava con orgoglio il proprio legame di sangue con Bahram.

## Rilevanza storica
La vita di Bahram viene narrata nel romanzo pahlavi Bahrām Chōbīn Nāma ("Libro di Bahram Chobin"), che fu successivamente tradotto da Jabalah bin Sālim trovò spazio, mescolandosi con un resoconto a favore di Cosroe II, nelle opere di Dinawari, Firdusi e Bal'ami. Sono molte le favole che si sono sviluppate attorno alla figura di Bahram VI, come era consuetudine per molti eroi della letteratura persiana. I capitoli del volume VIII dello Shāh-Nāmeh di Firdusi dell'XI secolo, relativi ai regni di «Ormisda, figlio di Cosroe I» e «Cosroe Parviz», si concentrano su Bahram Chobin quasi quanto su Ormisda o suo figlio. Nel suo compendio Kitab al-Fihrist, Ibn al-Nadim attribuisce a Bahram Chobin un manuale di tiro con l'arco. Molto tempo dopo la sua morte nell'VIII secolo, il nobile karenide Sunpadh affermò che Abu Muslim non era morto, ma si trovava con «Al-Mahdi» (il Salvatore) in una «fortezza in stile bronzo» (cioè la residenza di Bahram in Turkistan), e sarebbe ritornato in futuro. Ciò mostra la persistente popolarità di Bahram Chobin nella cultura dell'Iran. Dopo la dissoluzione dell'impero sasanide, la dinastia samanide formata dai discendenti di Bahram Chobin, divenne una delle prime dinastie iraniche indipendenti.

### Esplicative
1. ↑  I sasanidi riuscirono a preservare Chach e Samarcanda solo per pochi anni, finché non fu riconquistata dai Turchi, che forse conquistarono anche la provincia sasanide orientale del Kadagistan (oggi compresa nell'Afghanistan): Rezakhani (2017), p. 178.

### Bibliografiche
1. 1 2 3 4 5 6 7 8 9 10 11 12 13 14 15 16 17 18 19 20 21 22 23 24 25 26 27  Shahbazi (2005), pp. 514-522.
2. 1 2 3 4  Kia (2016), p. 240.
3. ↑  Rapp (2014), pp. 195, 343.
4. ↑  Martindale, Jones e Morris (1971), p. 945.
5. ↑  Martindale, Jones e Morris (1992), p. 166.
6. ↑  Pourshariati (2008), p. 103.
7. ↑  Rezakhani (2017), p. 177.
8. ↑  Jaques (2007), p. 463.
9. 1 2 3 4 5 6 7  Rezakhani (2017), p. 178.
10. ↑  Litvinsky e Dani (1996), pp. 368-369.
11. 1 2  Greatrex e Lieu (2002), p. 172.
12. 1 2  Tafazzoli (1988), p. 260.
13. 1 2  Shayegan (2017), p. 810.
14. ↑  Pourshariati (2008), p. 96.
15. 1 2  Bonner (2020), p. 252.
16. ↑  Warren, p. 26.
17. 1 2 3 4 5 6 7 8 9 10  Howard-Johnston (2010).
18. 1 2  Bonner (2020), p. 253.
19. ↑  Warren, p. 36.
20. 1 2  Bonner (2020), p. 254.
21. ↑  Kia (2016), p. 241.
22. 1 2  Greatrex e Lieu (2002), p. 173.
23. ↑  Martindale, Jones e Morris (1992), p. 251.
24. ↑  Rawlinson (2004), p. 509.
25. ↑  Greatrex e Lieu (2002), p. 174.
26. ↑  Pourshariati (2008), pp. 128-129.
27. 1 2  Pourshariati (2008), p. 129.
28. 1 2  Kia (2016), p. 242.
29. ↑  Pourshariati (2008), pp. 133-134.
30. ↑  Pourshariati (2008), p. 201.
31. ↑  Pourshariati (2008), p. 206.
32. ↑  Potts (2014), p. 288.
33. ↑  Norozi (2021), p. 223.